# Supercoppa belga 2011 (pallavolo maschile)
La Supercoppa belga 2011 si è svolta il 24 settembre 2011: al torneo hanno partecipato due squadre di club belghe e la vittoria finale è andata per la dodicesima volta al Maaseik.

## Regolamento
Le squadre hanno disputato una gara unica.

## Squadre partecipanti
| Squadra   | Qualificazione                      | Ultima partecipazione |
| --------- | ----------------------------------- | --------------------- |
| Maaseik   | Vincitrice Liga A 2010-11           | Supercoppa belga 2010 |
| Roeselare | Vincitrice Coppa del Belgio 2010-11 | Supercoppa belga 2010 |

## Torneo
| 24 settembre 2011 ?, Aalst Durata: ? - Spettatori: ? | Maaseik | 3 - 1 | Roeselare | 25-10, 21-25, 25-21, 25-16 |